# Liberty (New York)
Pour les articles homonymes, voir Liberty.
Ne doit pas être confondu avec Liberty (village, New York).
Liberty est une ville (town) du comté de Sullivan dans l'État de New York, aux États-Unis.

## Géographie
La population de Liberty est de 9 885 habitants au recensement de 2010.
Le village de Liberty est un bourg de la ville.